# Matthew Pavlich
Matthew Pavlich (Adelaide, Južna Australija, Australija, 31. prosinca 1981. -) je australski igrač australskog nogometa, hrvatskog porijekla. Trenutno igra za Fremantle Football Club. U australskoj nogometnoj ligi je debitirao 2000. godine. Pet puta je bio izabran za all star momčad australske nogometne lige (2002., 2003., 2005., 2006., 2007.).

## Vanjske poveznice
- Matthew Pavlich profil na Footywire.com
- Matthew Pavlich statistika